# Stuff Happens
Stuff Happens est une pièce de théâtre du dramaturge anglais David Hare. Elle a été écrite en 2004 en réaction à l'engagement militaire anglais en Irak.
Avec Stuff Happens, David Hare place le spectateur dans le théâtre des tractations diplomatiques qui prennent place entre le 11 septembre et le début de la guerre d'Irak. On retrouve les protagonistes de l'époque : George W. Bush, Tony Blair, Dominique de Villepin et consorts passant du discours officiel repris mot pour mot devant les médias ou à l'Organisation des Nations unies, aux scènes imaginées des coulisses. Quelques personnages contrepoints — journalistes, politiques de second plan, homme ou femme de la rue — tentent de trouver une brèche, cherchent une distance, une perspective.
La pièce a été créée en 2004 à Londres, au National Theatre. Depuis, elle a été reprise aux États-Unis, en Australie et au Japon. D'autres productions sont en cours. Partout, elle a suscité un grand intérêt public et critique[réf. nécessaire].
Une version française de cette pièce, écrite par William Nadylam et mis en scène par ce dernier et Bruno Freyssinet, est créée aux théâtre Nanterre-Amandiers en mai 2009.

## Distribution
- Baptiste Amann : Exilé Irakien
- Daniel Berlioux : Dick Cheney
- Olivier Brunhes : Paul Wolfowitz, Richard Dearlove
- Cécile Camp : Universitaire Palestinienne
- Alain Carbonnel : Jonathan Powell
- Arnaud Décarsin : Tony Blair
- Aïssatou Diop : Condoleezza Rice
- Philippe Duclos : Dominique de Villepin
- Greg Germain : Colin Powell
- Fabrice Michel : Alastair Campbell
- Éric Prat : George Tenet, David Manning, Hans Blix
- Alain Rimoux : Donald Rumsfeld
- Vincent Winterhalter : George W. Bush
- Nathalie Yanoz : Laura Bush, une Britannique à New-York